# Groene muntgoudhaan
De groene muntgoudhaan (Chrysolina herbacea) is een kever die behoort tot de familie bladkevers (Chrysomelid).

## Beschrijving
De lengte is ongeveer 7 tot 11 millimeter, de kleur van het hele lichaam, inclusief poten en tasters, is meestal groen met een metaal-achtige glans die soms neigt naar bronskleurig tot rood. Ook de onderzijde heeft een metaal-achtige glans maar is donkerder van kleur. Over de gehele bovenzijde van het lichaam zijn onregelmatige putjes aanwezig, die lichte rijen vormen op de dekschilden. De vrouwtjes zijn moeilijk te onderscheiden van de mannetjes, bij de paring klimt het mannetje op het vrouwtje.
Er is ook een blauwe muntgoudhaan (Chrysolina coerulans), die echter duidelijk te onderscheiden is door de blauwe kleur.

## Algemeen
De groene muntgoudhaan leeft zowel als larve als volwassen kever van de bladeren van de munt (geslacht Mentha). De kever prefereert vochtige, maar zonnige omgevingen, vaak wordt de soort aangetroffen langs de waterkant, waar ook munt het liefst groeit. De groene muntgoudhaan komt algemeen voor, de kever is te zien van mei tot september.